# Andrucha Waddington
Andrucha Waddington (Río de Janeiro, 1 de enero de 1970) es un guionista, productor y director brasileño.

## Biografía
Nació el 20 de enero de 1970 en la ciudad de Río de Janeiro, hijo de Helenio Waddington y de la psicoanalista ucraniana Irina Popov, quien decidió ponerle un nombre ruso. Es hermano del director de series de televisión, Ricardo Waddington, de la directora de cine Tatiana Junod y el director de televisión y publicidad Viktor Junod.Se casó con Kiti Duarte, madre de dos de sus hijos, João, 1992 y Pedro, 1994 y luego, en 1997 con la actriz Fernanda Torres, con quien tuvo Joaquim, 2000, y Antonio, 2008.
A los 18 años conoció el mundo del cine como asistente de producción en Freedom in the Fields of the Lord, de Hector Babenco, dirigió sobre 200 anuncios de televisión antes de introducirse en el en 1998
Es socio de Conspiração Filmes, junto con su cuñado Claudio Torres, fue el director creativo de la Ceremonia de Apertura de los Juegos Olímpicos de Río 2016 junto a Fernando Meirelles y Daniela Thomas , ha dirigido varios espectáculos musicales de grandes artistas brasileños, Arnaldo Antunes, Gilberto Gil y Paralamas y videoclips premiados, de Caetano Veloso, Marina Lima, Paralamas do Sucesso, Djavan y Skank.

## Filmografía
- Os Paralamas em Close Up (1998)
- Gêmeas (1999)
- Eu Tu Eles (2000)
- Viva Sao Joao (2002)
- Outros (Doces) Bárbaros (2002)
- Os Paralamas do Sucesso-Longo Caminho (2002)
- Casa de Areia (2005)
- Maria Bethania-Pedrinha de Aruanda (2007)
- Retrato celular (2007)
- Arnaldo Antunes-Ao Vivo Lá em Casa (2010)
- Lope (2010)
- Os Penetras (2012)
- Rio, Eu Te Amo (segmento "Dona Fulana") (2014)
- Sob Pressão (2016)
- Os Penetras 2 - Quem Dá Mais? (2017)
- Chacrinha: O Velho Guerreiro (2018)
- O Juízo (2019)
- Vitória (2025)

## Series
- Sob Pressão, (2017)
- André Midani (2015)[4][5][6][7]

## Premios y distinciones
Festival Internacional de Cine de Cannes
| Año  | Categoría                          | Película   | Resultado |
| ---- | ---------------------------------- | ---------- | --------- |
| 2000 | Un Certain Regard-Mención especial | Eu Tu Eles | Ganador   |

- 2 Nominaciones en el Grande Premio Cinema Brasil al mejor director, por Eu Tu Eles y por Casa de Areia
- Nominación al mejor documentalista en el Grande Premio Cinema Brasil por Viva Sao Joao (2002)
- Premio al mejor film en el Festival Internacional del Nuevo Cine Latinoamericano de La Habana 2000, por Eu Tu Eles
- Mejor film y premio de la crítica en el Festival Internacional de Cine de Cartagena (2000), por Eu Tu Eles
- Premio al mejor director en el Festival del Audiovisual-Cine PE (2002), por Viva Sao Joao (2002)